# Ludvig 1. af Hessen og ved Rhinen
Storhertug Ludvig 1. af Hessen og ved Rhinen (tysk: Großherzog Ludwig I von Hessen und bei Rhein; 14. juni 1753 – 6. april 1830) var landgreve af Hessen-Darmstadt som Ludvig 10. fra 1790 til 1806 og den første storhertug af Hessen som Ludvig 1. fra 1806 til sin død i 1830 (fra 1816 med titlen Storhertug af Hessen og ved Rhinen).
Ludvig var søn af Ludvig 9. af Hessen-Darmstadt og efterfulgte sin far som landgreve ved dennes død i 1790. Hans regeringstid fandt sted i de begivenhedsrige år under Napoleonskrigene og blev præget af skiftet fra en enevældig til en konstitutionel styreform i hans land. Revolutionskrigene medførte store territoriale udvidelser for Hessen-Darmstadt. Da Ludvig tiltrådte Rhinforbundet i 1806, fik han som anerkendelse tilkendt yderligere territorer, og landgrevskabet blev ophøjet til at være storhertugdømme. Ved Wienerkongressen i 1814-1815 måtte Ludvig opgive sine besiddelser i Westfalen men fik som kompensation området omkring Mainz (Rheinhessen) på Rhinens venstre bred.

## Biografi

### Arveprins
Ludvig blev født den 14. juni 1753 som det tredje barn og ældste søn af den senere landgreve Ludvig 9. af Hessen-Darmstadt i hans ægteskab med Caroline af Pfalz-Zweibrücken, der var datter af hertug Christian 3. af Pfalz-Zweibrücken. Han kom til verden i byen Prenzlau i Brandenburg, hvor hans far, der var i preussisk militærtjeneste, var udstationeret. Mens faderen hovedsageligt opholdt sig i byen Pirmasens for at hellige sig sin militære karriere, voksede børnene op hos moderen, der var kendt som den store landgrevinde, i byen Buchsweiler, der tidligere havde været residens for greverne af Hanau-Lichtenberg og nu var en del af Hessen-Darmstadts besiddelser på Rhinens venstre bred. I 1766, da Ludvig var 13 år, flyttede moderens hof fra Buchsweiler til Darmstadt. Ved bedstefaderens død den 17. oktober 1768 blev hans far landgreve, og Ludvig selv blev tronfølger med titel af arveprins.
Ludvig studerede ved Universitetet i Leiden fra 1769 og foretog efterfølgende sin dannelsesrejse til London og Paris. I Frankrig mødte han blandt andre de franske filosoffer Jean le Rond d'Alembert og Denis Diderot, der var nogle af oplysningstidens fremtrædende personer, og redaktører af den første moderne encyklopædi. I 1773 rejste han sammen med den tyskfødte franske skribent og kritiker Friedrich Melchior Grimm videre til Frederik den Stores hof i Preussen, hvor hans søster Frederikke Louise var gift med tronfølgeren, kronprins Frederik Vilhelm. Endelig rejste han videre til Rusland, hvor han i 1773 deltog i sin anden søster Vilhelmines bryllup i Sankt Petersborg med tronfølgeren, storfyrsttronfølgeren Pavel af Rusland. Som russisk general kæmpede Ludvig i 1774 i den russisk-tyrkiske krig, og samme år blev han frimurer i logen "Til det kronede flag" i Moskva.

### Ægteskab
Kort efter sin tilbagevenden til Darmstadt blev Ludvig i marts 1776 forlovet med prinsesse Sophie Dorothea af Württemberg, der var datter af hertug Frederik 2. Eugen af Württemberg. Men efter at Ludvigs søster Vilhelmine døde i barselseng i april samme år, valgte Katarina den Store Sophie Dorothea til at være den nye hustru til sin søn tsesarevitj Pavel. Ludvig modtog en økonomisk kompensation, da forlovelsen blev brudt. Efter denne ydmygende hændelse tilbragte Ludvig sommeren ved sin søster Louises hof i Hertugdømmet Sachsen-Weimar, hvor han plejede omgang med Johann Wolfgang von Goethe. Også efter opholdet var Ludvig i korrespondance med Weimar-hoffet og Goethe, samt med Friedrich von Schiller. Den 19. februar 1777 giftede han sig i Darmstadt med sin kusine, prinsesse Louise af Hessen-Darmstadt, der var datter af hans farbror, Prins Georg Vilhelm af Hessen-Darmstadt. Ægteparret boede på skift i Darmstadt og i deres sommerresidens Fürstenlager Auerbach syd for byen. De fik seks børn.

### Landgreve af Hessen-Darmstadt
Ludvig tiltrådte 37 år gammel som landgreve af Hessen-Darmstadt ved sin fars død i 1790. Hans tidlige regeringstid var præget af reformer gennemført i den oplyste enevældes ånd. Efter at han havde overtaget regeringsmagten, var nogle af hans første beslutninger vedtagelsen af flere religionsfriheder for katolikker og jøder i landet, herunder udstedelsen af et dekret om et "frihedsbrev", der gav tilladelse til afholdelse af romersk-katolske gudstjenester, og fortsættelsen af de tidligere indførte tiltag for integration af jøderne, der blev set som tegn på en ny, oplyst og tolerant styreform.
Ellers var det første årti af landgrev Ludvigs regeringstid domineret af de franske revolutionskrige, der i første omgang resulterede i tabet af hans besiddelse Grevskabet Hanau-Lichtenberg på Rhinens venstre bred. Efter besættelsen af Mainz var også selve Darmstadt truet, og byen blev midlertidigt rømmet af hoffet og regeringen. Som følge af traktater med Storbritannien og Nederlandene kæmpede hessiske tropper mod Frankrig, hvad der dog endte i 1799 med en neutralitetserklæring. Ved Reichsdeputationshauptschluss, der var den sidste store lov, der blev vedtaget af Det tysk-romerske rige, og som indebar en radikal ændring i rigets territoriale struktur og magtfordeling, fik landgrevskabet i 1802/03 en betydelig territorial kompensation i den fremtidige sydlige provins Starkenburg, i Wetterau og i Kurfyrstendømmet Kølns tidligere besiddelser i Westfalen.

### Storhertug af Hessen
I begyndelsen af 1800-tallet var kejser Napoleon af Frankrig den mest fremtrædende hersker i Europa. I 1806 grundlagde han Rhinforbundet, der var en samling af de tyske stater, som var hans allierede. Da Ludvig tiltrådte Rhinforbundet den 14. august 1806, fik han som anerkendelse tilkendt en række yderligere områder i Westfalen, og Landgrevskabet Hessen-Darmstadt blev ophøjet til at være storhertugdømme. Ludvig blev derved den første storhertug af Hessen under navnet Ludvig 1.
Ludvig var derefter allieret med Napoleon, og i 1812 deltog et hessisk kontingent i den franske Grande Armée under Napoleons felttog i Rusland. Under Slaget ved Leipzig i 1813 kæmpede et hessisk korps stadig på den franske side, men efter det franske tilbagetog mod Rhinen foretrak storhertugen at skifte side, og storhertugdømmet Hessen sluttede sig til den sjette koalition ved Frankfurt-konventionen af 5. november 1813. I 1814 deltog den hessiske hær i felttog i det nordøstlige Frankrig, hvor den deltog i belejringerne af Metz, Luxembourg, Thionville, Saarlouis og Longwy.
På grund af alliancen med Napoleon var det nye storhertugdømmes eksistens dog aliigevel under pres, da Napoleon havde lidt sit nederlag, og Europa-kortet skulle tegnes på ny ved Wienerkongressen i 1814-1815. Det fik dog lov at bestå, men Ludvig måtte opgive sine besiddelser i Westfalen. Til gengæld fik han som kompensation området omkring Mainz (Rheinhessen) på Rhinens venstre bred. For at markere dette antog han den 7. juli 1816 titlen Storhertug af Hessen og ved Rhinen. I 1815 blev storhertugdømmet medlem af Det Tyske Forbund under østrigsk lederskab. I 1816 gav han desuden Landgrevskabet Hessen-Homburg sin suverænitet tilbage, efter at det var blevet mediatiseret i 1806.
Efter at der havde fundet de såkaldte "vilde landdage" sted i provinserne Oberhessen og Starkenburg, gav storhertug Ludvig den 18. marts 1820 storhertugdømmet en forfatning. Storhertugdømmet blev derved et konstitutionelt monarki, hvor storhertugen delte den lovgivende magt med en landdag med to kamre. Forfatningen var udformet af juristen Karl Ludwig Wilhelm von Grolman, der året efter blev storhertugdømmets ministerpræsident. Ludwig arbejdede efterfølgende dog ikke aktivt for at fremme ministerpræsidenterne von Grolman og hans efterfølger Karl du Thils reformbestræbelser, men han godkendte dem.
Storhertuginde Louise døde 68 år gammel den 24. oktober 1829 i Auerbach. Et halvt år senere døde Ludvig 1. selv 76 år gammel den 6. april 1830 i sin hovedstad Darmstadt. Han blev efterfulgt som storhertug af sin ældste søn Ludvig 2. Hans efterfølgere, Ludvig 2. og Ludvig 3. (1848), mødte vanskeligheder under deres regeringstid ved at trække tilbage eller begrænse de rettigheder, som deres far og bedstefar havde givet storhertugdømmet.
Efter sin død blev Ludvig 1. begravet ved siden af sin hustru, storhertuginde Louise, i landgrevernes krypt i Stadtkirche Darmstadt. I 1910 blev deres kister overført til Altes Mausoleum i Park Rosenhöhe i Darmstadt. I 1844 blev der til hans minde rejst en 33 meter høj søjle ved navn Langer Ludwig midt på Luisenplatz, den største plads i Darmstadt.

## Ægteskab og børn
Ludvig giftede sig den 19. februar 1777 med sin kusine Louise, der var datter af hans onkel, Prins Georg Vilhelm af Hessen-Darmstadt. De fik følgende børn:
1. Ludvig 2. (1777-1848), storhertug af Hessen og ved Rhinen 1830-1848.
2. Louise (1779-1811), gift 1800 med Prins Ludvig af Anhalt-Köthen
3. Georg (1780-1856)
4. Frederik (1788-1867)
5. Emil (1790-1856)
6. Gustav (1791-1806)

## Eksterne links
- Wikimedia Commons har flere filer relateret til Ludvig 1. af Hessen og ved Rhinen